# Zollernia
Zollernia là một chi thực vật có hoa trong họ Đậu.